# Première circonscription de l'Eure
La première circonscription de l'Eure est l'une des cinq circonscriptions législatives que compte le département français de l'Eure (27), situé en région Normandie.
Elle est représentée à l'Assemblée nationale, lors de la XVIe législature de la Cinquième République, par Christine Loir, députée du Rassemblement national.

## Description géographique et démographique

### De 1958 à 1986
Il y avait quatre circonscriptions dans le département.
La première circonscription était composée de :
- canton de Breteuil (Eure)
- canton de Conches-en-Ouche
- canton de Damville
- canton d'Évreux-Nord
- canton d'Évreux-Sud
- canton de Nonancourt
- canton de Rugles
- canton de Saint-André-de-l'Eure
- canton de Verneuil-sur-Avre.

### Depuis 1988
La première circonscription de l'Eure est délimitée par le découpage électoral de la loi no 86-1197 du 24 novembre 1986. Elle regroupe les divisions administratives suivantes : 
- Canton de Breteuil (en partie, avec la deuxième et troisième circonscription),
- Canton de Conches-en-Ouche (en partie, avec la deuxième circonscription),
- Canton d'Evreux-1 (en partie, avec la deuxième circonscription), 2 (en partie, avec la deuxième circonscription) et 3,
- Canton de Pacy-sur-Eure (en partie, avec la cinquième circonscription),
- Canton de Saint-André-de-l'Eure,
- Canton de Verneuil-sur-Avre.

Anciens cantons : 
- Canton de Damville
- Canton d'Évreux-Est,
- Canton d'Évreux-Sud,
- Canton de Nonancourt.

D'après le recensement général de la population en 1999, réalisé par l'Institut national de la statistique et des études économiques (INSEE), la population totale de cette circonscription est estimée à 118 199 habitants,.
La députée actuelle est Christine Loir (RN) depuis juin 2022. Elle a succédé à Séverine Gipson, suppléante du ministre de l'économie Bruno Le Maire qui siégeait à sa place, contre qui elle a remporté le second tour à 468 voix près.

## Historique des députations
| Législature | Début de mandat | Fin de mandat  | Député            | Parti politique | Observations                                                                                           |
| ----------- | --------------- | -------------- | ----------------- | --------------- | --- |
| IXe         | 23 juin 1988    | 1er avril 1993 | Jean-Louis Debré  | RPR             | |
| Xe          | 2 avril 1993    | 21 avril 1997  | Jean-Louis Debré, | RPR,            | Mandat écourté à la suite d'une dissolution parlementaire décidée par Jacques Chirac.                  |
| XIe         | 12 juin 1997    | 18 juin 2002   | Jean-Louis Debré, | RPR,            | |
| XIIe        | 19 juin 2002    | 19 juin 2007   | Jean-Louis Debré, | UMP,            | Nommé au Conseil constitutionnel et remplacé le 5 mars 2007 par sa suppléante Françoise Charpentier    |
| XIIIe       | 20 juin 2007    | 19 juin 2012   | Bruno Le Maire    | UMP             | Nommé au gouvernement le 12 décembre 2008 et remplacé le 13 janvier 2009 par son suppléant Guy Lefrand |
| XIVe        | 20 juin 2012    | 20 juin 2017   | Bruno Le Maire    | UMP puis LR     | |
| XVe         | 21 juin 2017    | 21 juin 2022   | Bruno Le Maire    | LREM            | Nommé au gouvernement et remplacé par sa suppléante Séverine Gipson                                    |
| XVIe        | 22 juin 2022    | 9 juin 2024    | Christine Loir    | RN              | Mandat écourté à la suite d'une dissolution parlementaire décidée par Emmanuel Macron.                 |

## Historique des élections

### Élections de 1958
| Candidat       | Candidat             | Parti                     | Premier tour | Premier tour | Second tour | Second tour |  |
| Candidat       | Candidat             | Parti                     | Voix         | %            | Voix        | %           |  |
| -------------- | -------------------- | ------------------------- | ------------ | ------------ | ----------- | ----------- |  |
|                | Jean de Broglie élu  | CNIP                      | 16 928       | 38,01        | 26 197      | 62,26       |  |
|                | Rolland Plaisance    | PCF                       | 8 029        | 18,03        | 12 129      | 28,83       |  |
|                | Louis Maury          | CR                        | 6 994        | 15,71        | Retrait     | Retrait     |  |
|                | Georges Schiffmacher | SFIO                      | 4 346        | 9,76         | 48          | 0,11        |  |
|                | Ange Vincentelli     | UFD                       | 2 388        | 5,36         | 3 701       | 8,8         |  |
|                | Jean Boutry          | Divers droite (Gaulliste) | 2 224        | 4,99         |             |             |  |
|                | Alfred Damoiseau     | Radsoc                    | 1 838        | 4,13         |             |             |  |
|                | Jacques Gautier      | UNR                       | 1 784        | 4,01         |             |             |  |
|                |                      |                           |              |              |             |             |  |
| Inscrits       | Inscrits             | Inscrits                  | 57 158       | 100,00       | 57 161      | 100,00      |  |
| Abstentions    | Abstentions          | Abstentions               | 11 499       | 20,12        | 13 278      | 23,23       |  |
| Votants        | Votants              | Votants                   | 45 659       | 79,88        | 43 883      | 76,77       |  |
| Blancs et nuls | Blancs et nuls       | Blancs et nuls            | 1 128        | 2,47         | 1 808       | 4,12        |  |
| Exprimés       | Exprimés             | Exprimés                  | 44 531       | 97,53        | 42 075      | 95,88       |  |

Le suppléant de Jean de Broglie était Louis Van Haecke, inspecteur départemental de l'enseignement, conseiller général du canton de Damville, maire de Villalet. Louis Van Haecke remplaça Jean de Broglie, nommé membre du gouvernement, du 27 novembre 1961 au 9 octobre 1962.

### Élections de 1962
|                | Jean de Broglie sortant réélu | RI             | 22 147 | 51,98  |  |  |  |
|                | Pierre Mendès France          | PSU            | 12 606 | 29,59  |  |  |  |
|                | Rolland Plaisance             | PCF            | 7 851  | 18,43  |  |  |  |
|                |                               |                |        |        |  |  |  |
| Inscrits       | Inscrits                      | Inscrits       | 59 488 | 100,00 |  |  |  |
| Abstentions    | Abstentions                   | Abstentions    | 15 212 | 25,57  |  |  |  |
| Votants        | Votants                       | Votants        | 44 276 | 74,43  |  |  |  |
| Blancs et nuls | Blancs et nuls                | Blancs et nuls | 1 672  | 3,78   |  |  |  |
| Exprimés       | Exprimés                      | Exprimés       | 42 604 | 96,22  |  |  |  |

Le suppléant de Jean de Broglie était Louis Van Haecke, inspecteur départemental de l'enseignement, conseiller général du canton de Damville, maire de Villalet. Louis Van Haecke remplaça Jean de Broglie, nommé membre du gouvernement, du 7 janvier 1963 au 2 avril 1967.

### Élections de 1967
| Candidat       | Candidat                      | Parti          | Premier tour | Premier tour | Second tour | Second tour |  |
| Candidat       | Candidat                      | Parti          | Voix         | %            | Voix        | %           |  |
| -------------- | ----------------------------- | -------------- | ------------ | ------------ | ----------- | ----------- |  |
|                | Jean de Broglie sortant réélu | RI             | 25 436       | 49,14        | 27 529      | 55,09       |  |
|                | Georges Schiffmacher          | FGDS (SFIO)    | 9 977        | 19,27        | 22 446      | 44,91       |  |
|                | Rolland Plaisance             | PCF            | 8 048        | 15,55        | Retrait     | Retrait     |  |
|                | Michel Vincentelli            | CD (PDM)       | 4 812        | 9,3          |             |             |  |
|                | Harris Puisais                | PSU            | 3 489        | 6,74         |             |             |  |
|                |                               |                |              |              |             |             |  |
| Inscrits       | Inscrits                      | Inscrits       | 62 758       | 100,00       | 62 761      | 100,00      |  |
| Abstentions    | Abstentions                   | Abstentions    | 9 873        | 15,73        | 11 429      | 18,21       |  |
| Votants        | Votants                       | Votants        | 52 885       | 84,27        | 51 332      | 81,79       |  |
| Blancs et nuls | Blancs et nuls                | Blancs et nuls | 1 123        | 2,12         | 1 357       | 2,64        |  |
| Exprimés       | Exprimés                      | Exprimés       | 51 762       | 97,88        | 49 975      | 97,36       |  |

Le suppléant de Jean de Broglie était Louis Van Haecke.

### Élections de 1968
|                | Jean de Broglie sortant réélu | RI (URP)       | 26 553 | 51,05  |  |  |  |
|                | Rolland Plaisance             | PCF            | 8 971  | 17,25  |  |  |  |
|                | Georges Schiffmacher          | FGDS (SFIO)    | 7 680  | 14,77  |  |  |  |
|                | Michel Vincentelli            | CD (PDM)       | 5 936  | 11,41  |  |  |  |
|                | Harris Puisais                | PSU            | 2 870  | 5,52   |  |  |  |
|                |                               |                |        |        |  |  |  |
| Inscrits       | Inscrits                      | Inscrits       | 63 561 | 100,00 |  |  |  |
| Abstentions    | Abstentions                   | Abstentions    | 10 890 | 17,13  |  |  |  |
| Votants        | Votants                       | Votants        | 52 671 | 82,87  |  |  |  |
| Blancs et nuls | Blancs et nuls                | Blancs et nuls | 661    | 1,25   |  |  |  |
| Exprimés       | Exprimés                      | Exprimés       | 52 010 | 98,75  |  |  |  |

Le suppléant de Jean de Broglie était Jacques Leyrie, médecin spécialiste à Évreux.

### Élections de 1973
| Candidat       | Candidat                      | Parti                     | Premier tour | Premier tour | Second tour | Second tour |  |
| Candidat       | Candidat                      | Parti                     | Voix         | %            | Voix        | %           |  |
| -------------- | ----------------------------- | ------------------------- | ------------ | ------------ | ----------- | ----------- |  |
|                | Jean de Broglie sortant réélu | RI (URP)                  | 23 566       | 40,5         | 31 818      | 56,56       |  |
|                | Rolland Plaisance             | PCF                       | 12 592       | 21,64        | 24 439      | 43,44       |  |
|                | Georges Schiffmacher          | PS (UGSD)                 | 10 931       | 18,79        | Retrait     | Retrait     |  |
|                | Michel Desnos                 | CD (MR)                   | 7 168        | 12,32        |             |             |  |
|                | Jean Vasseur                  | PSU                       | 1 659        | 2,85         |             |             |  |
|                | Philippe Prévost              | Divers droite             | 1 315        | 2,26         |             |             |  |
|                | Alfred Recours                | LCR                       | 947          | 1,63         |             |             |  |
|                | Georges Le Coadou             | Divers droite (Gaulliste) | 5            | 0,01         |             |             |  |
|                |                               |                           |              |              |             |             |  |
| Inscrits       | Inscrits                      | Inscrits                  | 72 020       | 100,00       | 72 007      | 100,00      |  |
| Abstentions    | Abstentions                   | Abstentions               | 12 538       | 17,41        | 12 977      | 18,02       |  |
| Votants        | Votants                       | Votants                   | 59 482       | 82,59        | 59 030      | 81,98       |  |
| Blancs et nuls | Blancs et nuls                | Blancs et nuls            | 1 299        | 2,18         | 2 773       | 4,7         |  |
| Exprimés       | Exprimés                      | Exprimés                  | 58 183       | 97,82        | 56 257      | 95,3        |  |

Le suppléant de Jean de Broglie était Pierre Monfrais, industriel, conseiller général du canton de Verneuil-sur-Avre. Pierre Monfrais remplaça Jean de Broglie, décédé, du 24 décembre 1976 au 2 avril 1978.

### Élections de 1978
| Candidat       | Candidat                      | Parti              | Premier tour | Premier tour | Second tour | Second tour |  |
| Candidat       | Candidat                      | Parti              | Voix         | %            | Voix        | %           |  |
| -------------- | ----------------------------- | ------------------ | ------------ | ------------ | ----------- | ----------- |  |
|                | Pierre Monfrais sortant réélu | UDF (PR)           | 19 434       | 27,08        | 40 205      | 55,18       |  |
|                | Rolland Plaisance             | PCF                | 16 790       | 23,39        | 32 658      | 44,82       |  |
|                | Luc Tinseau                   | PS                 | 15 102       | 21,04        | Retrait     | Retrait     |  |
|                | Jean-Louis Debré              | RPR                | 13 994       | 19,50        | Retrait     | Retrait     |  |
|                | Guy Bernay                    | Rad                | 1 151        | 1,60         |             |             |  |
|                | Olivier Dessauw               | PSU (FA)           | 1 086        | 1,51         |             |             |  |
|                | Bernard Pelluard              | MDD                | 1 079        | 1,50         |             |             |  |
|                | Jean Robyn                    | Divers droite (DC) | 894          | 1,25         |             |             |  |
|                | Antoine Soenen                | FN                 | 821          | 1,14         |             |             |  |
|                | Liliane Allain                | LO                 | 790          | 1,10         |             |             |  |
|                | Christian Béridel             | LCR                | 356          | 0,50         |             |             |  |
|                | Jean-Pierre Hatton            | UOPDP              | 275          | 0,38         |             |             |  |
|                |                               |                    |              |              |             |             |  |
| Inscrits       | Inscrits                      | Inscrits           | 87 399       | 100,00       | 87 350      | 100,00      |  |
| Abstentions    | Abstentions                   | Abstentions        | 13 914       | 15,92        | 12 116      | 13,87       |  |
| Votants        | Votants                       | Votants            | 73 485       | 84,08        | 75 234      | 86,13       |  |
| Blancs et nuls | Blancs et nuls                | Blancs et nuls     | 1 713        | 2,33         | 2 371       | 3,15        |  |
| Exprimés       | Exprimés                      | Exprimés           | 71 772       | 97,67        | 72 863      | 96,85       |  |

Le suppléant de Pierre Monfrais était Bernard Blois, expert comptable, conseiller général du canton d'Évreux-Nord.

### Élections de 1981
| Candidat       | Candidat                | Parti             | Premier tour | Premier tour | Second tour | Second tour |  |
| Candidat       | Candidat                | Parti             | Voix         | %            | Voix        | %           |  |
| -------------- | ----------------------- | ----------------- | ------------ | ------------ | ----------- | ----------- |  |
|                | Pierre Monfrais sortant | UDF (PR)          | 29 520       | 44,78        | 34 122      | 47,9        |  |
|                | Luc Tinseau élu         | PS                | 21 836       | 33,13        | 37 119      | 52,1        |  |
|                | Rolland Plaisance       | PCF               | 11 071       | 16,8         |             |             |  |
|                | Michel Garcia           | Divers écologiste | 1 643        | 2,49         |             |             |  |
|                | Gabriel Cailliot        | PSU               | 1 028        | 1,56         |             |             |  |
|                | Pierre Surgeon          | FN                | 818          | 1,24         |             |             |  |
|                |                         |                   |              |              |             |             |  |
| Inscrits       | Inscrits                | Inscrits          | 93 800       | 100,00       | 93 789      | 100,00      |  |
| Abstentions    | Abstentions             | Abstentions       | 26 970       | 28,75        | 21 450      | 22,87       |  |
| Votants        | Votants                 | Votants           | 66 830       | 71,25        | 72 339      | 77,13       |  |
| Blancs et nuls | Blancs et nuls          | Blancs et nuls    | 914          | 1,37         | 1 098       | 1,52        |  |
| Exprimés       | Exprimés                | Exprimés          | 65 916       | 98,63        | 71 241      | 98,48       |  |

Le suppléant de Luc Tinseau était Michel Morin, délégué syndical.

### Élections de 1988
| Candidat       | Candidat                       | Parti          | Premier tour | Premier tour | Second tour | Second tour |  |
| Candidat       | Candidat                       | Parti          | Voix         | %            | Voix        | %           |  |
| -------------- | ------------------------------ | -------------- | ------------ | ------------ | ----------- | ----------- |  |
|                | Jean-Louis Debré sortant réélu | RPR (URC)      | 20 480       | 45,56        | 25 851      | 52,75       |  |
|                | Luc Tinseau                    | PS             | 16 107       | 35,83        | 23 157      | 47,25       |  |
|                | Jean-Pierre Lussan             | FN             | 4 341        | 9,66         |             |             |  |
|                | Luc Cassius                    | PCF            | 4 022        | 8,95         |             |             |  |
|                |                                |                |              |              |             |             |  |
| Inscrits       | Inscrits                       | Inscrits       | 70 807       | 100,00       | 70 799      | 100,00      |  |
| Abstentions    | Abstentions                    | Abstentions    | 24 945       | 35,23        | 20 809      | 29,39       |  |
| Votants        | Votants                        | Votants        | 45 862       | 64,77        | 49 990      | 70,61       |  |
| Blancs et nuls | Blancs et nuls                 | Blancs et nuls | 912          | 1,99         | 982         | 1,96        |  |
| Exprimés       | Exprimés                       | Exprimés       | 44 950       | 98,01        | 49 008      | 98,04       |  |

La suppléante de Jean-Louis Debré était Françoise Charpentier, conseillère générale du canton de Damville, maire de Damville.

### Élections de 1993
| Candidat       | Candidat                       | Parti          | Premier tour | Premier tour | Second tour | Second tour |  |
| Candidat       | Candidat                       | Parti          | Voix         | %            | Voix        | %           |  |
| -------------- | ------------------------------ | -------------- | ------------ | ------------ | ----------- | ----------- |  |
|                | Jean-Louis Debré sortant réélu | RPR (UPF)      | 22 806       | 46,5         | 28 190      | 70,92       |  |
|                | Jean-Pierre Lussan             | FN             | 8 495        | 17,32        | 11 557      | 29,08       |  |
|                | Daniel Guérin                  | MRG (ADFP)     | 5 448        | 11,11        |             |             |  |
|                | Andrée Oger                    | PCF            | 5 418        | 11,05        |             |             |  |
|                | Sylvain Bigaud                 | GÉ (EÉ)        | 3 708        | 7,56         |             |             |  |
|                | Dominique Jalady-Pezet         | LT-LNÉ         | 2 219        | 4,52         |             |             |  |
|                | Liliane Ferquin                | Divers         | 522          | 1,06         |             |             |  |
|                | Gilbert Huillery               | AP             | 426          | 0,87         |             |             |  |
|                |                                |                |              |              |             |             |  |
| Inscrits       | Inscrits                       | Inscrits       | 72 054       | 100,00       | 72 046      | 100,00      |  |
| Abstentions    | Abstentions                    | Abstentions    | 20 787       | 28,85        | 24 603      | 34,15       |  |
| Votants        | Votants                        | Votants        | 51 267       | 71,15        | 47 443      | 65,85       |  |
| Blancs et nuls | Blancs et nuls                 | Blancs et nuls | 2 225        | 4,34         | 7 696       | 16,22       |  |
| Exprimés       | Exprimés                       | Exprimés       | 49 042       | 95,66        | 39 747      | 83,78       |  |

La suppléante de Jean-Louis Debré était Françoise Charpentier. Françoise Charpentier remplaça Jean-Louis Debré, nommé membre du gouvernement, du 19 juin 1995 au 21 avril 1997.

### Élections de 1997
| Candidat       | Candidat                       | Parti          | Premier tour | Premier tour | Second tour | Second tour |  |
| Candidat       | Candidat                       | Parti          | Voix         | %            | Voix        | %           |  |
| -------------- | ------------------------------ | -------------- | ------------ | ------------ | ----------- | ----------- |  |
|                | Jean-Louis Debré sortant réélu | RPR            | 16 627       | 34,34        | 26 833      | 53,65       |  |
|                | Anne Mansouret                 | PRS (PS)       | 9 072        | 18,74        | 23 178      | 46,35       |  |
|                | Jean-Pierre Lussan             | FN             | 8 914        | 18,41        |             |             |  |
|                | Andrée Oger                    | PCF            | 6 545        | 13,52        |             |             |  |
|                | Stéphane Loret                 | GÉ             | 1 737        | 3,59         |             |             |  |
|                | Sylvain Bigaud                 | Les Verts      | 1 442        | 2,98         |             |             |  |
|                | Emmanuel Camoin                | LDI (MPF)      | 1 163        | 2,4          |             |             |  |
|                | Michel Lefèvre                 | Divers droite  | 1 109        | 2,29         |             |             |  |
|                | Raymond Morvan                 | PT             | 777          | 1,6          |             |             |  |
|                | Christophe Oddoux              | US4J           | 484          | 1            |             |             |  |
|                | Christian Kopp                 | Divers gauche  | 283          | 0,58         |             |             |  |
|                | Boumedienne Belksier           | IR             | 140          | 0,29         |             |             |  |
|                | Elise Levy                     | Divers droite  | 120          | 0,25         |             |             |  |
|                |                                |                |              |              |             |             |  |
| Inscrits       | Inscrits                       | Inscrits       | 72 900       | 100,00       | 72 900      | 100,00      |  |
| Abstentions    | Abstentions                    | Abstentions    | 22 101       | 30,32        | 19 937      | 27,35       |  |
| Votants        | Votants                        | Votants        | 50 799       | 69,68        | 52 963      | 72,65       |  |
| Blancs et nuls | Blancs et nuls                 | Blancs et nuls | 2 386        | 4,7          | 2 952       | 5,57        |  |
| Exprimés       | Exprimés                       | Exprimés       | 48 413       | 95,3         | 50 011      | 94,43       |  |

La suppléante de Jean-Louis Debré était Françoise Charpentier.

### Élections de 2002
| Candidat       | Candidat                       | Parti            | Premier tour | Premier tour | Second tour | Second tour |  |
| Candidat       | Candidat                       | Parti            | Voix         | %            | Voix        | %           |  |
| -------------- | ------------------------------ | ---------------- | ------------ | ------------ | ----------- | ----------- |  |
|                | Jean-Louis Debré sortant réélu | UMP              | 22 564       | 46,33        | 27 152      | 61,73       |  |
|                | Anne Mansouret                 | PRG (PS)         | 10 221       | 20,99        | 16 833      | 38,27       |  |
|                | Jean-Claude Pélissier          | FN               | 7 200        | 14,78        |             |             |  |
|                | Andrée Oger                    | PCF              | 3 526        | 7,24         |             |             |  |
|                | Jean-Yves Guyomarch            | Les Verts        | 1 255        | 2,58         |             |             |  |
|                | Anne-Marie Le Thiec            | LCR              | 806          | 1,65         |             |             |  |
|                | Delphine Barre                 | CPNT             | 669          | 1,37         |             |             |  |
|                | Corinne Roethlisberger         | LO               | 540          | 1,11         |             |             |  |
|                | Sonia Pizel                    | Divers           | 503          | 1,03         |             |             |  |
|                | Thérèse Salviat                | Pôle républicain | 480          | 0,99         |             |             |  |
|                | Jacques Quirins                | MNR              | 426          | 0,87         |             |             |  |
|                | Nicolas Miguet                 | RCF              | 369          | 0,76         |             |             |  |
|                | Michel Bilbault                | ND               | 145          | 0,3          |             |             |  |
|                |                                |                  |              |              |             |             |  |
| Inscrits       | Inscrits                       | Inscrits         | 78 277       | 100,00       | 78 271      | 100,00      |  |
| Abstentions    | Abstentions                    | Abstentions      | 28 744       | 36,72        | 32 501      | 41,52       |  |
| Votants        | Votants                        | Votants          | 49 533       | 63,28        | 45 770      | 58,48       |  |
| Blancs et nuls | Blancs et nuls                 | Blancs et nuls   | 829          | 1,67         | 1 785       | 3,9         |  |
| Exprimés       | Exprimés                       | Exprimés         | 48 704       | 98,33        | 43 985      | 96,1        |  |

Jean-Louis Debré est élu Président de l'Assemblée nationale en 2002.Sa suppléante était Françoise Charpentier.

### Élections de 2007
| Candidat       | Candidat               | Parti          | Premier tour | Premier tour | Second tour | Second tour |  |
| Candidat       | Candidat               | Parti          | Voix         | %            | Voix        | %           |  |
| -------------- | ---------------------- | -------------- | ------------ | ------------ | ----------- | ----------- |  |
|                | Bruno Le Maire élu     | UMP            | 18 114       | 37,51        | 26 838      | 58,27       |  |
|                | Anne Mansouret         | PS             | 8 540        | 17,69        | 19 218      | 41,73       |  |
|                | Louis Petiet           | Divers droite  | 6 595        | 13,66        |             |             |  |
|                | Andrée Oger            | PCF            | 3 799        | 7,87         |             |             |  |
|                | Joël Hervieu           | UDF–MoDem      | 3 565        | 7,38         |             |             |  |
|                | Madeleine Masne        | FN             | 2 266        | 4,69         |             |             |  |
|                | Marie-France Ordonez   | LCR            | 1 394        | 2,89         |             |             |  |
|                | Jacqueline Fihey       | Les Verts      | 1 355        | 1,22         |             |             |  |
|                | Monique Darry          | CPNT           | 590          | 1,22         |             |             |  |
|                | Corinne Roethlisberger | LO             | 582          | 1,21         |             |             |  |
|                | Yoann Gontier          | GÉ             | 490          | 1,01         |             |             |  |
|                | Cathy Hurdebourcq      | MPF            | 441          | 0,91         |             |             |  |
|                | Pascale Canivenc       | Divers         | 281          | 0,58         |             |             |  |
|                | Jacques Quirins        | MNR            | 277          | 0,57         |             |             |  |
|                |                        |                |              |              |             |             |  |
| Inscrits       | Inscrits               | Inscrits       | 83 353       | 100,00       | 83 343      | 100,00      |  |
| Abstentions    | Abstentions            | Abstentions    | 34 159       | 40,98        | 35 726      | 42,87       |  |
| Votants        | Votants                | Votants        | 49 194       | 59,02        | 47 617      | 57,13       |  |
| Blancs et nuls | Blancs et nuls         | Blancs et nuls | 905          | 1,84         | 1 561       | 3,28        |  |
| Exprimés       | Exprimés               | Exprimés       | 48 289       | 98,16        | 46 056      | 96,72       |  |

Bruno Le Maire est nommé membre du gouvernement le 13 janvier 2009. Il est remplacé jusqu'au 16 juin 2012 par son suppléant Guy Lefrand, docteur en médecine, adjoint au maire d'Évreux.

### Élections de 2012
| Candidat       | Candidat                     | Parti          | Premier tour | Premier tour | Second tour | Second tour |  |
| Candidat       | Candidat                     | Parti          | Voix         | %            | Voix        | %           |  |
| -------------- | ---------------------------- | -------------- | ------------ | ------------ | ----------- | ----------- |  |
|                | Bruno Le Maire sortant réélu | UMP            | 19 906       | 41,35        | 26 961      | 57,97       |  |
|                | Michel Champredon            | PRG (PS, EÉLV) | 15 164       | 31,50        | 19 544      | 42,03       |  |
|                | Nathalie Billard             | RBM (FN)       | 7 921        | 16,45        |             |             |  |
|                | Sandrine Cocagne             | FG (PCF)       | 2 493        | 5,18         |             |             |  |
|                | Driss Ettazaoui              | CpF (MoDem)    | 1 058        | 2,20         |             |             |  |
|                | Jérôme Delenda               | PDF            | 463          | 0,96         |             |             |  |
|                | Corinne Roethlisberger       | LO             | 348          | 0,72         |             |             |  |
|                | Jean-André Delabarre         | NPA            | 312          | 0,65         |             |             |  |
|                | Jean Lemoine                 | CPNT           | 285          | 0,69         |             |             |  |
|                | Michel Vimard                | Régionaliste   | 190          | 0,39         |             |             |  |
|                |                              |                |              |              |             |             |  |
| Inscrits       | Inscrits                     | Inscrits       | 85 371       | 100,00       | 85 364      | 100,00      |  |
| Abstentions    | Abstentions                  | Abstentions    | 36 538       | 42,8         | 37 284      | 43,68       |  |
| Votants        | Votants                      | Votants        | 48 833       | 57,2         | 48 080      | 56,32       |  |
| Blancs et nuls | Blancs et nuls               | Blancs et nuls | 693          | 1,42         | 1 575       | 3,28        |  |
| Exprimés       | Exprimés                     | Exprimés       | 48 140       | 98,58        | 46 505      | 96,72       |  |

Le suppléant de Bruno Le Maire était Guy Lefrand, qui le remplace du 18 au 20 juin 2017 quand Bruno Le Maire est nommé membre du gouvernement.

### Élections de 2017
Les élections législatives françaises de 2017 ont lieu les dimanches 11 et 18 juin 2017.
|                                                                        |                                                                                |                           |                           |                          |                          |
|                                                                        |                                                                                | Premier tour 11 juin 2017 | Premier tour 11 juin 2017 | Second tour 18 juin 2017 | Second tour 18 juin 2017 |
|                                                                        |                                                                                |                           |                           |                          |                          |
|                                                                        |                                                                                | Nombre                    | % des inscrits            | Nombre                   | % des inscrits           |
| Inscrits                                                               | Inscrits                                                                       | 86 416                    | 100,00                    | 86 406                   | 100,00                   |
| Abstentions                                                            | Abstentions                                                                    | 44 944                    | 52,01                     | 49 892                   | 57,74                    |
| Votants                                                                | Votants                                                                        | 41 472                    | 47,99                     | 36 514                   | 42,26                    |
|                                                                        |                                                                                |                           | % des votants             |                          | % des votants            |
| Bulletins blancs                                                       | Bulletins blancs                                                               | 772                       | 1,86                      | 2 457                    | 6,73                     |
| Bulletins nuls                                                         | Bulletins nuls                                                                 | 286                       | 0,69                      | 898                      | 2,46                     |
| Suffrages exprimés                                                     | Suffrages exprimés                                                             | 40 414                    | 97,45                     | 33 159                   | 90,81                    |
|                                                                        |                                                                                |                           |                           |                          |                          |
| Candidat Étiquette politique (partis et alliances)                     | Candidat Étiquette politique (partis et alliances)                             | Voix                      | % des exprimés            | Voix                     | % des exprimés           |
|                                                                        |                                                                                |                           |                           |                          |                          |
|                                                                        | Bruno Le Maire (député sortant) La République en marche !                      | 17 967                    | 44,46                     | 21 398                   | 64,53                    |
|                                                                        | Fabienne Delacour Front national                                               | 8 927                     | 22,09                     | 11 761                   | 35,47                    |
|                                                                        | Michaël Després La France insoumise                                            | 4 621                     | 11,43                     |                          |                          |
|                                                                        | Coumba Dioukhané Les Républicains                                              | 2 489                     | 6,16                      |                          |                          |
|                                                                        | Laetitia Sanchez Europe Écologie Les Verts                                     | 1 992                     | 4,93                      |                          |                          |
|                                                                        | Nicolas Miguet Divers (Rassemblement des contribuables français)               | 1 041                     | 2,58                      |                          |                          |
|                                                                        | Véronique Allo Écologiste (Confédération pour l'homme, l'animal et la planète) | 780                       | 1,93                      |                          |                          |
|                                                                        | Maryata Konté Parti communiste français                                        | 566                       | 1,40                      |                          |                          |
|                                                                        | Michaële Le Goff Divers (Parti citoyen pour les animaux)                       | 472                       | 1,17                      |                          |                          |
|                                                                        | Denis Panier Lutte ouvrière                                                    | 440                       | 1,09                      |                          |                          |
|                                                                        | Fataumata Niakate Debout la France                                             | 405                       | 1,00                      |                          |                          |
|                                                                        | Remzi Sekerci Divers (Parti égalité et justice)                                | 291                       | 0,72                      |                          |                          |
|                                                                        | Frédérique Manley Divers (Union populaire républicaine)                        | 245                       | 0,61                      |                          |                          |
|                                                                        | Sid-Ali Ferrouk Divers                                                         | 122                       | 0,30                      |                          |                          |
|                                                                        | Patricia Saint-Georges Divers gauche (Parti de la démondialisation)            | 41                        | 0,10                      |                          |                          |
|                                                                        | Wilfried Paris Divers                                                          | 14                        | 0,03                      |                          |                          |
|                                                                        | Minatou Graibis Divers                                                         | 1                         | 0,00                      |                          |                          |
| Source : Ministère de l'Intérieur - Première circonscription de l'Eure |                                                                                |                           |                           |                          |                          |

La suppléante de Bruno Le Maire était Séverine Gipson, cadre en certification, maire de Foucrainville. Séverine Gipson remplaça Bruno Le Maire, nommé membre du gouvernement, du 22 juillet 2017 au 21 juin 2022.

### Élections de 2022
Les élections législatives françaises de 2022 se déroulent les dimanches 12 et 19 juin 2022.
| Candidat                 | Candidat                 | Parti et coalition       | Nuance                   | Premier tour | Premier tour | Second tour | Second tour |
| Candidat                 | Candidat                 | Parti et coalition       | Nuance                   | Voix         | %            | Voix        | %           |
| ------------------------ | ------------------------ | ------------------------ | ------------------------ | ------------ | ------------ | ----------- | ----------- |
|                          | Christine Loir           | RN                       | RN                       | 11 830       | 29,89        | 18 575      | 50,62       |
|                          | Séverine Gipson          | LREM (ENS)               | ENS                      | 10 583       | 26,74        | 18 117      | 49,38       |
|                          | Christophe Ancelin       | LFI (NUPES)              | NUP                      | 7 609        | 19,22        |             |             |
|                          | Christophe Alory         | LR (UDC)                 | LR                       | 3 219        | 8,13         |             |             |
|                          | Valérie Poirson          | REC                      | REC                      | 1 736        | 4,39         |             |             |
|                          | Véronique Allo           | MHAN (TUPV)              | ECO                      | 1 479        | 3,74         |             |             |
|                          | Anne Mansouret           | R                        | DVG                      | 826          | 2,09         |             |             |
|                          | Catherine Hélayel        | PA                       | ECO                      | 650          | 1,64         |             |             |
|                          | Fabrice Monnier          | DLF (UPF)                | DSV                      | 601          | 1,52         |             |             |
|                          | Nicolas Miguet           | RCF                      | DXD                      | 524          | 1,32         |             |             |
|                          | Anne Ducamp              | LO                       | DXG                      | 523          | 1,32         |             |             |
|                          |                          |                          |                          |              |              |             |             |
| Votes valides            | Votes valides            | Votes valides            | Votes valides            | 39 580       | 97,78        | 36 692      | 92,29       |
| Votes blancs             | Votes blancs             | Votes blancs             | Votes blancs             | 668          | 1,65         | 2 304       | 5,80        |
| Votes nuls               | Votes nuls               | Votes nuls               | Votes nuls               | 232          | 0,58         | 761         | 1,91        |
| Total                    | Total                    | Total                    | Total                    | 40 480       | 100          | 39 757      | 100         |
| Abstention               | Abstention               | Abstention               | Abstention               | 46 314       | 53,36        | 47 035      | 54,19       |
| Inscrits / participation | Inscrits / participation | Inscrits / participation | Inscrits / participation | 86 794       | 46,64        | 86 792      | 45,81       |

Le suppléant de Christine Loir était Erik Michiels, conseiller municipal de Tillières-sur-Avre.

### Élections de 2024
Les élections législatives françaises de 2024 auront lieu les dimanches 30 juin et 7 juillet 2024.
| Candidat                 | Candidat                 | Parti et coalition       | Nuance                   | Premier tour | Premier tour | Second tour | Second tour |
| Candidat                 | Candidat                 | Parti et coalition       | Nuance                   | Voix         | %            | Voix        | %           |
| ------------------------ | ------------------------ | ------------------------ | ------------------------ | ------------ | ------------ | ----------- | ----------- |
|                          | Christine Loir           | RN                       | RN                       | 25 852       | 46,53        |             |             |
|                          | Julien Canin             | HOR (ENS)                | ENS                      | 15 837       | 28,51        |             |             |
|                          | Christine Le Bonté       | PS (NFP)                 | UG                       | 11 991       | 21,58        | Retrait     | Retrait     |
|                          | Anne Ducamp              | LO                       | EXG                      | 1 009        | 1,82         |             |             |
|                          | Jacques Thalmann         | REC                      | REC                      | 866          | 1,56         |             |             |
|                          |                          |                          |                          |              |              |             |             |
| Votes valides            | Votes valides            | Votes valides            | Votes valides            | 55 555       | 97,04        |             |             |
| Votes blancs             | Votes blancs             | Votes blancs             | Votes blancs             | 1 188        | 2,08         |             |             |
| Votes nuls               | Votes nuls               | Votes nuls               | Votes nuls               | 506          | 0,88         |             |             |
| Total                    | Total                    | Total                    | Total                    | 57 249       | 100          |             | 100         |
| Abstention               | Abstention               | Abstention               | Abstention               | 30 142       | 34,49        |             |             |
| Inscrits / participation | Inscrits / participation | Inscrits / participation | Inscrits / participation | 87 391       | 65,51        |             |             |

Le suppléant de Christine Loir est Benjamin Willoqueaux, responsable "jeunes" du RN dans l'Eure.

#### Département de l'Eure
- La fiche de l'INSEE de cette circonscription : « Tableaux et Analyses de la première circonscription de l'Eure », sur insee.fr, site de l'Institut national de la statistique et des études économiques (consulté le 10 juin 2007) [PDF]
- « Tous les députés du département de l'Eure depuis 1789 » [archive du 30 septembre 2007], sur assemblee-nationale.fr, site de l'Assemblée nationale française (consulté le 10 juin 2007)
- « Informations contentieuses sur le département de l'Eure (Élections législatives de 2002) », sur conseil-constitutionnel.fr, site du Conseil constitutionnel (version du 23 octobre 2003 sur Internet Archive)

#### Circonscriptions en France
- « Carte des circonscriptions législatives en France », sur assemblee-nationale.fr, site de l'Assemblée nationale française (consulté le 10 juin 2007)
- « Résultats électoraux officiels en France », sur interieur.gouv.fr, site du ministère de l'Intérieur (France) (version du 12 juin 2007 sur Internet Archive)